# Mongo (språk)
Mongo (lomongo, även nkundu) är ett bantuspråk som talas av mongofolk i nordvästra Kongo-Kinshasa. Språket kallas ibland Nkundo, efter den största av flera dialekter. Det finns omkring 400 000 modersmålstalare av mongo. Många av dessa talar också lingala. Mongo är ett tonspråk.